# リチャード・ロジャース (作曲家)
リチャード・チャールズ・ロジャース（Richard Charles Rodgers, 1902年6月28日 - 1979年12月30日）は、アメリカ合衆国の作曲家。ミュージカルの作曲で広く知られる。ブロードウェイ・ミュージカル43作品、「900曲以上を作曲」しており、20世紀のアメリカの作曲家の中でも有名な1人に数えられ、彼の楽曲はポピュラー音楽の発展に貢献した。なお、R&Bシンガーのリチャード・ロジャースとは、同名異人である。代表曲には「マイ・ファニー・ヴァレンタイン」「10番街の殺人」「魅惑の宵」「ザ・サウンド・オブ・ミュージック」「ドレミの歌」など、多くの楽曲がある。

## 概要
1919年から1943年、作詞家ロレンツ・ハートと、1943年から1959年、作詞家オスカー・ハマースタイン2世とソングライティング・コンビで数多くのミュージカル曲を作詞作曲した。1920年代から1930年代にかけてロジャース&ハートは『Pal Joey』、『コネチカット・ヤンキー』、『On Your Toes』、『Babes in Arms』など多くのミュージカルの作曲を行なった。1940年代から1950年代にかけてロジャース&ハマースタインは『オクラホマ!』、『フラワー・ドラム・ソング (ミュージカル)』、『回転木馬』、『南太平洋』、『王様と私』、『サウンド・オブ・ミュージック』などのミュージカルの作曲を行なった。特にハマースタインとのコラボレーションは、それまで単なるエンターテイメントとされていたミュージカルを、登場人物やドラマに焦点を当てた物語に変化させた。
ロジャースはアメリカのエンターテイメント業界の最大の賞である舞台のトニー賞、映画のアカデミー賞、音楽のグラミー賞、テレビのエミー賞全てを受賞した最初の人物であり、その頭文字を採ったEGOTの称号を与えられた。さらにピュリツァー賞を受賞し、5賞すべて受賞したのは、ロジャースとマーヴィン・ハムリッシュの2人しかいない。1978年、芸術における特別功労賞として第1回ケネディ・センター名誉賞を受賞した。

## 人物

### 生い立ちおよび教育

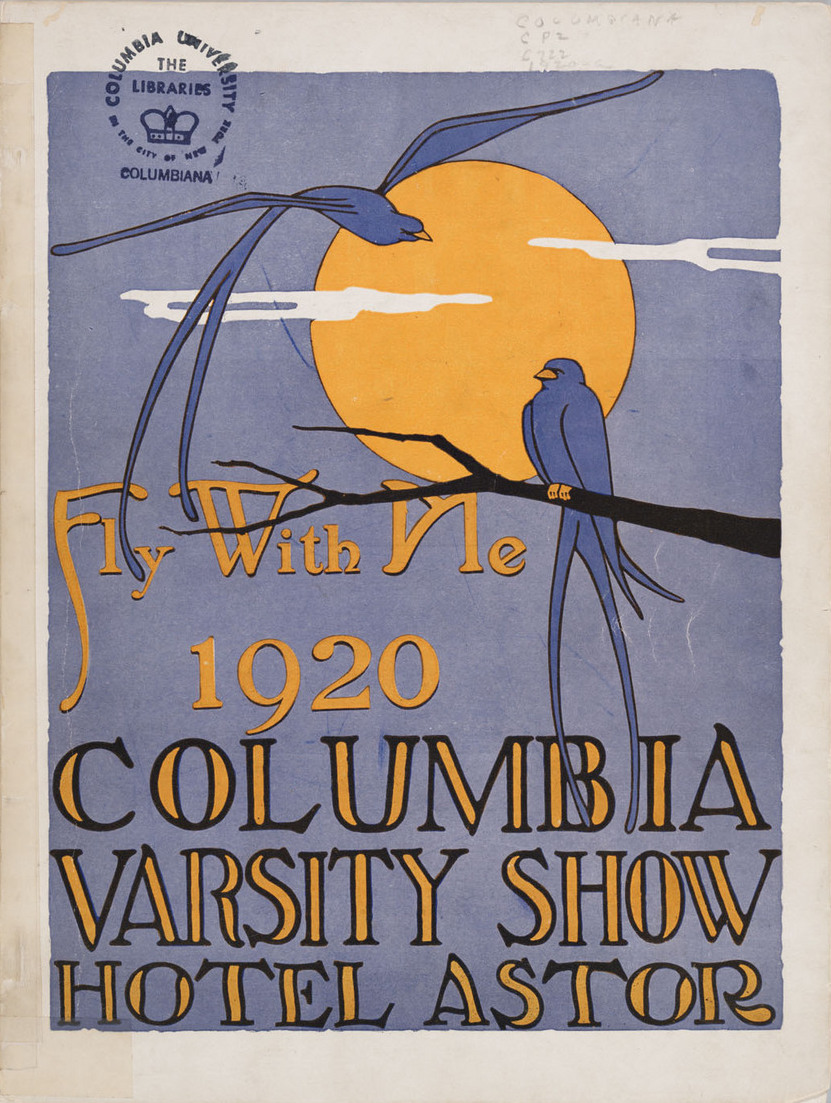
1920年、コロンビア大学で開催されたバラエティ・ショーでの『Fly With Me』のポスター。音楽はロジャースとロレンツ・ハートにより作曲され、オスカー・ハマースタイン2世の曲も使用された。ロジャース&ハートの第1作目とされている。

ニューヨークのクイーンズ区でロシア系ユダヤ人外科医の父ウィリアム・エイブラハムズ・ロジャースと母メイミー(リーヴァイ)の家庭に生まれた（ロジャーズというWASP風の苗字は、父親がロガジンスキーというユダヤ的な苗字から改姓したもの）。6歳の頃にピアノを弾き始めた。PS 166、Townsend Harris Hall Prep School、DeWitt Clinton High Schoolに通学した。10代前半、毎年夏にメイン州ウォーターフォードで行なわれたキャンプ・ウィグワムに参加し、そこで初めて作曲した。
ロジャース、ロレンツ・ハート、オスカー・ハマースタイン2世はコロンビア大学の同窓生であった。コロンビア大学にてロジャースはフラタニティPi Lambda Phiに所属した。1921年、音楽芸術研究所(現ジュリアード音楽院)に転籍した。ヴィクター・ハーバートやジェローム・カーンなどの作曲家、そして子供の頃に両親にブロードウェイにオペレッタを観に連れていってもらったことがロジャースの作曲に影響を与えた。

### キャリア

#### ロジャース&ハート

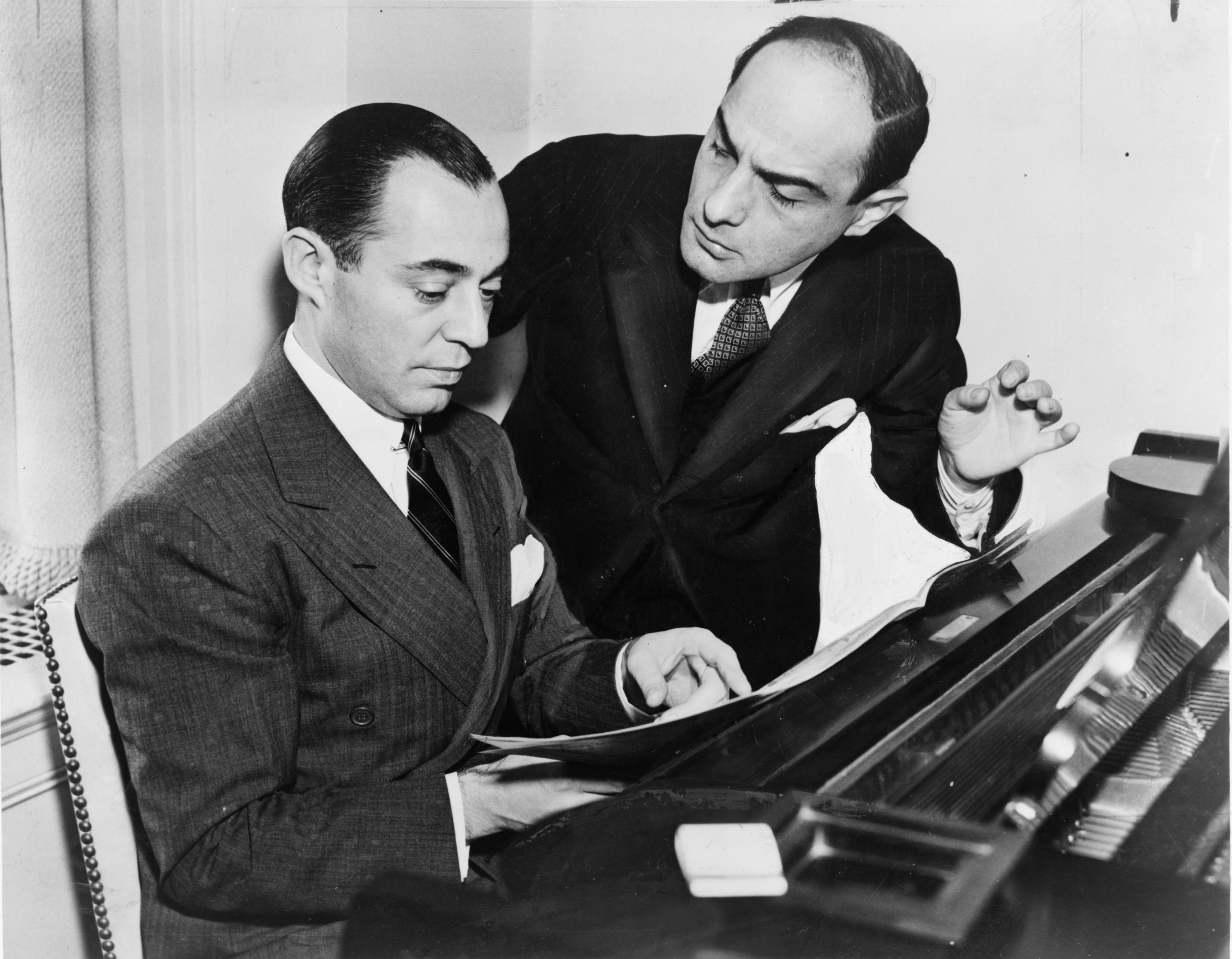
1936年、左よりリチャード・ロジャース、ロレンツ・ハート

1919年、ロジャースは兄の友人フィリップ・レヴィットの紹介でロレンツ・ハートと出会った。最初の数年はアマチュアの公演でミュージカル・コメディの作曲をしていたがなかなか芽が出なかった。1919年のブロードウェイ・ミュージカル・コメディ『A Lonely Romeo』の楽曲「Any Old Place With You」でプロ・デビューした。1920年、シグマンド・ロンバーグによる楽曲も使用された『Poor Little Ritz Girl』で初めてプロの作品の制作に携わった。次のプロ公演『The Melody Man』は1924年まで開幕されなかった。
大学卒業直後、ルー・フィールズの音楽監督として活動した。ノラ・ベイズ、フレッド・アレンなどが出演していた。ロジャースはショー・ビジネスを完全に辞めて子供用下着販売業に就こうとしたが、1925年にロジャース&ハートはようやくブレイクした。高名なシアター・ギルドのチャリティ・ショー『The Garrick Gaieties』のために作曲し、批評家たちはその新鮮さと爽快さを評価した。1日のみの上演であったが、ギルドはその品質により再演に同意した。この公演で最も注目されたのは楽曲「Manhattan」であった。以降2人はブロードウェイの有力作詞作曲家となった。
次の10年間、2人は『Dearest Enemy』(1925)、『The Girl Friend』(1926)、『Peggy-Ann』(1926)、『コネチカット・ヤンキー』(1927)、『Present Arms』(1928)などブロードウェイやウェスト・エンドの双方で公演をヒットさせた。彼らの1920年代の公演は「Here In My Arms」、「Mountain Greenery」、「ブルー・ムーン」、「My Heart Stood Still」、「You Took Advantage of Me」などのスタンダード・ナンバーを生み出した。
1930年代前半、世界恐慌が本格化し、より良い環境をハリウッドに求めた。意欲的なロジャースはこのやや閑散とした時期をのちに後悔していたが、実際はハートと共に『今晩は愛して頂戴ナ』(1932)を手掛け、「Lover」、「Mimi」、「Isn't It Romantic?」というスタンダード・ナンバーを作り上げた。なお、この映画の監督ルーベン・マムーリアンはのちにロジャースのブロードウェイ・ミュージカル『オクラホマ!』の演出を務めた。以前にハートが作詞してカットされていた3曲を作曲したが、レコーディングもヒットもしなかった。4曲目の歌詞を作曲した「ブルー・ムーン」は2人の最大のヒット曲の1つとなった。映画作品は他にジョージ・M・コウアン主演の『お化け大統領』(1932)、アル・ジョルソン主演の『Hallelujah, I'm a Bum』(1933)、2人がハリウッドを離れた後に急遽戻ることとなったビング・クロスビーとW・C・フィールズ主演の『ミシシッピ (映画)』(1935)などがある。
1935年、ブロードウェイに戻り、1943年にハートが亡くなる直前まで、数多くのヒット・ミュージカルを作詞作曲した。中でも有名なのは『Jumbo』(1935)、ジョージ・バランシン振付のバレエ「10番街の殺人」が使用された『On Your Toes』(1936)、『Babes in Arms』(1937)、『I Married an Angel』(1938)、『The Boys from Syracuse』(1938)、『Pal Joey』(1940)、そして彼らの最後のオリジナル作品『By Jupiter』(1942)である。またロジャースはこれらの作品のうちいくつかの脚本にも貢献していた。
これらの公演で使用された楽曲の多く、「The Most Beautiful Girl in the World」、「My Romance」、「Little Girl Blue」、「I'll Tell The Man In The Street」、「There's a Small Hotel」、「Where or When」、「マイ・ファニー・ヴァレンタイン」、「ザ・レディ・イズ・ア・トランプ」、「恋に恋して」、「Bewitched, Bothered and Bewildered」、「Wait Till You See Her」などが今も歌い継がれている。
1939年、ロジャースは振付師マーク・プラットと共にバレエ・リュス・ド・モンテカルロのバレエ『Ghost Town』の作曲を行なった。

#### ロジャース&ハマースタイン

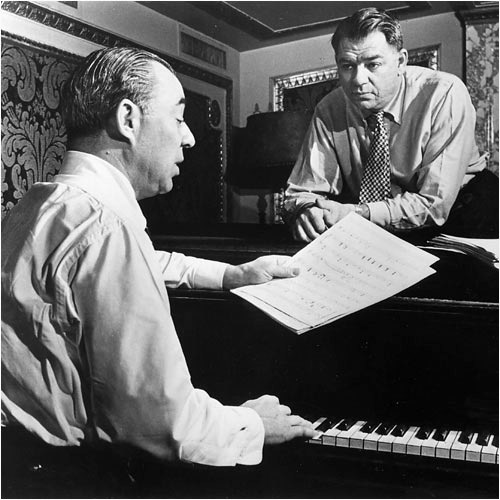
1945年、左からロジャース、ハマースタイン

ハートへの信頼が下がり、健康上の理由によりロジャースとハートのパートナーシップは問題が置きはじめていた。ハートより前から共に作曲したことのあるオスカー・ハマースタイン2世と活動を始めた。彼らの革新的ヒットを遂げたミュージカル第1作目『オクラホマ!』(1943)はアメリカのミュージカル史上最も成功したパートナーシップの幕開けとなった。彼らの作詞作曲はミュージカル様式に革命をもたらした。これ以前のミュージカルは楽曲、ダンス、コメディ・シーンが希薄な脚本で寄せ集めであったが、ロジャース&ハマースタインにより完全に融合された。
さらにミュージカル史上最も人気のある作品に数えられる4作を作り出した。『回転木馬』(1945)、『南太平洋』(1949)、『王様と私』(1951)、『サウンド・オブ・ミュージック』(1959)はそれぞれ映画化されヒットした。1950年、『南太平洋』がピューリッツァー賞 戯曲部門を受賞した。『フラワー・ドラム・ソング』(1958)はややヒットし、『Allegro』(1947)、『Me and Juliet』(1953)、『Pipe Dream』(1955)は失敗作に近いものであった。また映画『ステート・フェア』(1945)、スペシャル・テレビ・ミュージカルの『シンデレラ』(1957)の作詞作曲も行なった。
ロジャース&ハマースタインの楽曲「Oh, What a Beautiful Mornin'」、「People Will Say We're in Love」
、オクラホマ州の州歌となった「Oklahoma!」、「It's A Grand Night For Singing」、「If I Loved You」、「ユール・ネヴァー・ウォーク・アローン」、「It Might as Well Be Spring」、「魅惑の宵」、「Younger Than Springtime」、「Bali Hai」、「Getting to Know You」、「私のお気に入り」、「The Sound of Music」、「Sixteen Going on Seventeen」、「Climb Ev'ry Mountain」、「ドレミのうた」、ハマースタインの最後の曲「エーデルワイス」など多くが有名になった。

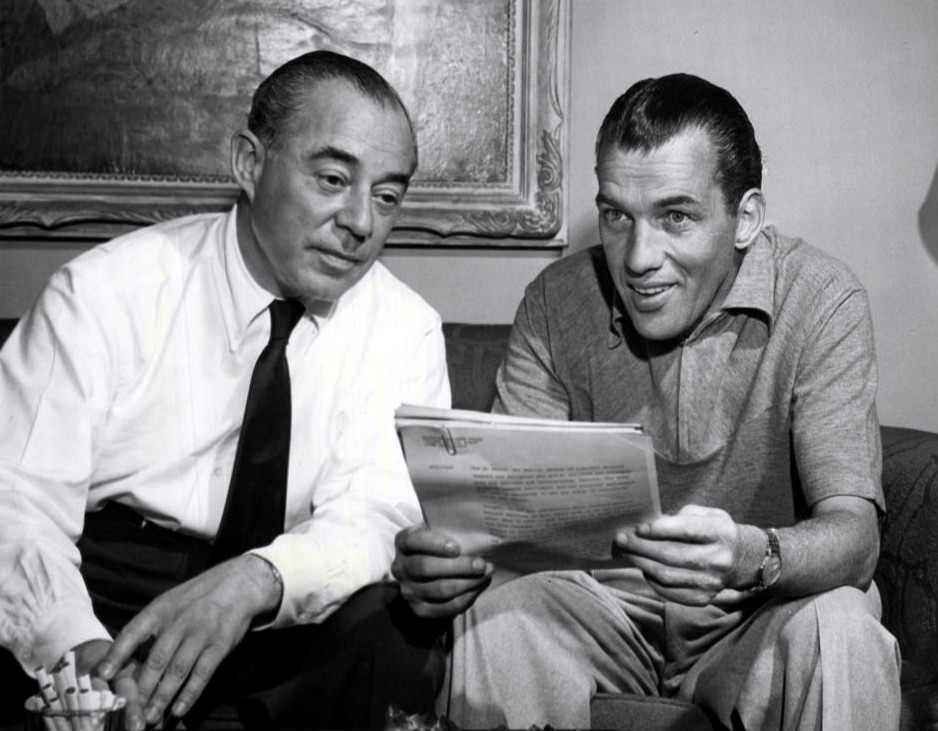
1952年のエド・サリヴァンの2部構成のスペシャル番組「Toast of the Town」に取り上げられた。

ハート、ハマースタイン双方とのロジャースの作品の多くはロバート・ラッセル・ベネットが編曲した。26エピソードによる第二次世界大戦についてのテレビ・ドキュメンタリー『第二次世界大戦全史』(1952–53)のためのオーケストラ・スコアの準備のためにロジャースが作曲した12曲のテーマ曲を使用した。NBCの制作は「コンピレーション・ドキュメンタリー」の先駆者となり、番組は数十カ国で放映された。人気曲「No Other Love」のメロディが『第二次世界大戦全史』のテーマ曲「Beneath the Southern Cross」に使用された。ABCのドキュメンタリー「Winston Churchill: The Valiant Years」でロジャースが作曲してエディ・ソーター、ハーシー・ケイ、ロバート・E・ドーランが楽譜を作成し、エミー賞を受賞した。1963年から1964年に放送された30エピソードのテレビ・ドラマ『The Greatest Show on Earth』のテーマ曲「March of the Clowns」を作曲した。1963年から1964年、歴史アンソロジーのテレビ番組『The Great Adventure』のメイン・テーマ曲を作曲した。
1960年、ロジャース&ハマースタインはThe Hundred Year Association of New Yorkよりニューヨーク市への貢献を称えられ金メダル賞を受賞した。ロジャース、ハマースタイン、ジョシュア・ローガンは『南太平洋』でピューリッツァー賞 戯曲部門を受賞した。1944年、ロジャース&ハマースタインは『オクラホマ!』でピューリッツァー賞特別賞を受賞した。
1954年、ロジャースはコロムビア・レコードからリリースされた『第二次世界大戦全史』の抜粋「10番街の殺人」、「Carousel Waltz」が収録されたスペシャルLPでニューヨーク・フィルハーモニックを指揮した。
ロジャース&ハマースタインのミュージカルは、37のトニー賞、15のアカデミー賞、2つのピューリッツァー賞、グラミー賞、エミー賞を獲得するなどの成果をおさめた。

#### ハマースタイン没後
1960年にハマースタインが亡くなった後のロジャースにとって最初のブロードウェイ・ミュージカル『No Strings』(1962)において「The Sweetest Sounds」などで作曲だけでなく作詞も手掛け、中程度にヒットした。1962年、この作品はトニー賞楽曲賞、振付賞、ミュージカル主演男優賞を受賞した。
あまり知られてはいないが、映画『アラビアのロレンス』(1962)の製作者サム・スピーゲルによると、本編の90%の作曲を依頼したものの、ロジャースの曲は物足りないもので、結局モーリス・ジャールが、全曲を担当した。
ロジャースは映画版『サウンド・オブ・ミュージック』(1965)で新曲2曲の作詞作曲を行なった。本作の他の楽曲はロジャース&ハマースタインのものが使用された。
ロジャースは、ハマースタインが保護者となっていた作詞家スティーヴン・ソンドハイムと共に『Do I Hear a Waltz?』(1965)を作詞作曲した。他にマーティン・チャーニンと共に『Two by Two』(1970)、『I Remember Mama』(1979)、シェルドン・ハーニックと共に『Rex』(1976)の作詞作曲を行なった。
1978年、バーナード・カレッジの卒業式において、ロジャースはその高い功績を称えられバーナード特別功労賞を受賞した。同じ年、第1回ケネディ・センター名誉賞を受賞した。1979年、亡くなる6ヶ月前、トニー賞授賞式においてロジャースはLawrence Langner Memorial Award for Distinguished Lifetime Achievement in the American Theatreを受賞した。

### 死およびレガシー
1979年、顎のガンを克服した後、心臓発作および咽頭切除により77歳で亡くなった。火葬され、遺灰は海に撒かれた。ロジャースが亡くなった晩、ブロードウェイの全ての劇場は、灯りを消してその死を悼んだ。
1990年、46th Street Theatreはロジャースの功績を記念してリチャード・ロジャース・シアターと改名した。1999年、ロジャース&ハートの追悼記念切手が発売された。2002年、ロジャース生誕100周年を記念して世界中で書籍発売、回顧展開催、上演、音楽リリースが行なわれた他、『オクラホマ!』のブロードウェイ再演が行なわれた。BBCプロムスにおいて、『オクラホマ!』のコンサートを含みロジャースの音楽が一晩中演奏された。ボストン・ポップス・オーケストラはロジャースのトリビュート・アルバム新CD「My Favorite Things: A Richard Rodgers Celebration」をリリースした。
アレック・ワイルダーは著作でロジャースについて以下のように記した:
この本で考察されている曲の全ての作曲者の中で、ロジャースの公演の楽曲は一貫して非常に優れ、創造力があり、洗練されている。彼の曲を何週間も続けて聴くと、感動する。
ロジャースはアメリカ劇場の殿堂に殿堂入りした。
American Academy of Arts and Lettersと共にロジャースは、まだ世に出ていないミュージカル作曲家に上演資金を授賞した。Academy of Arts and Lettersで受け付けているものはこの賞のみで、現在でも毎年授賞している。
以下にこれまでの受賞者を示す:
| 年   | 公演名                                          | 受賞者                       |
| ---- | ----------------------------------------------- | ---------------------------- |
| 2018 | Gun and Powder                                  | Ross Baum                    |
| 2018 | Gun and Powder                                  | Angelica Chéri               |
| 2018 | KPOP                                            | Jason Kim                    |
| 2018 | KPOP                                            | Helen Park                   |
| 2018 | KPOP                                            | Max Vernon                   |
| 2018 | KPOP                                            | Woodshed Collective          |
| 2017 | What I Learned from People                      | Will Aronson                 |
| 2017 | What I Learned from People                      | Hue Park                     |
| 2016 | We Live in Cairo                                | Patrick Lazour               |
| 2016 | We Live in Cairo                                | Daniel Lazour                |
| 2016 | Costs of Living                                 | Timothy Huang                |
| 2016 | Hadestown                                       | Anaïs Mitchell               |
| 2015 | String                                          | Adam Gwon                    |
| 2015 | String                                          | Sarah Hammond                |
| 2014 | Witness Uganda                                  | Matthew Gould                |
| 2014 | Witness Uganda                                  | Griffin Matthews             |
| 2013 | Natasha, Pierre & The Great Comet of 1812       | Dave Malloy                  |
| 2013 | The Kid Who Would Be Pope                       | Tom Megan                    |
| 2013 | The Kid Who Would Be Pope                       | Jack Megan                   |
| 2012 | Witness Uganda                                  | Matthew Gould                |
| 2012 | Witness Uganda                                  | Griffin Matthews             |
| 2011 | Dogfight                                        | Peter Duchan                 |
| 2011 | Dogfight                                        | ベンジ・パセク               |
| 2011 | Dogfight                                        | ジャスティン・ポール         |
| 2011 | Gloryana                                        | Andrew Gerle                 |
| 2010 | Buddy's Tavern                                  | Raymond De Felitta           |
| 2010 | Buddy's Tavern                                  | Alison Louise Hubbard        |
| 2010 | Buddy's Tavern                                  | Kim Oler                     |
| 2010 | Rocket Science                                  | Patricia Cotter              |
| 2010 | Rocket Science                                  | Jason Rhyne                  |
| 2010 | Rocket Science                                  | Stephen Weiner               |
| 2009 | Cheer Wars                                      | Karlan Judd                  |
| 2009 | Cheer Wars                                      | Gordon Leary                 |
| 2009 | Rosa Parks                                      | Scott Ethier                 |
| 2009 | Rosa Parks                                      | Jeff Hughes                  |
| 2008 | Alive at Ten                                    | Kirsten A. Guenther          |
| 2008 | Alive at Ten                                    | Ryan Scott Oliver            |
| 2008 | Kingdom                                         | Aaron Jafferis               |
| 2008 | Kingdom                                         | Ian Williams                 |
| 2008 | See Rock City and Other Destinations            | Brad Alexander               |
| 2008 | See Rock City and Other Destinations            | Adam Mathias                 |
| 2007 | Calvin Berger                                   | Barry Wyner                  |
| 2007 | Main-Travelled Roads                            | Dave Hudson                  |
| 2007 | Main-Travelled Roads                            | Paul Libman                  |
| 2006 | グレイ・ガーデンズ Grey Gardens                 | Scott Frankel                |
| 2006 | グレイ・ガーデンズ Grey Gardens                 | Michael Korie                |
| 2006 | グレイ・ガーデンズ Grey Gardens                 | Doug Wright                  |
| 2006 | True Fans                                       | Chris Miller                 |
| 2006 | True Fans                                       | Bill Rosenfield              |
| 2006 | True Fans                                       | Nathan Tysen                 |
| 2006 | Yellow Wood                                     | Michelle Elliott             |
| 2006 | Yellow Wood                                     | Danny Larsen                 |
| 2005 | Broadcast                                       | Nathan Christensen           |
| 2005 | Broadcast                                       | Scott Murphy                 |
| 2005 | Dust & Dreams: Celebrating Sandburg             | David Hudson                 |
| 2005 | Dust & Dreams: Celebrating Sandburg             | Paul Libman                  |
| 2005 | Red                                             | Brian Lowdermilk             |
| 2005 | Red                                             | Marcus Stevens               |
| 2004 | To Paint the Earth                              | Daniel Frederick Levin       |
| 2004 | To Paint the Earth                              | Jonathan Portera             |
| 2004 | The Tutor                                       | Andrew Gerle                 |
| 2004 | The Tutor                                       | Maryrose Wood                |
| 2004 | Unlocked                                        | Sam Carner                   |
| 2004 | Unlocked                                        | Derek Gregor                 |
| 2003 | The Devil in the Flesh                          | Jeffrey Lunden               |
| 2003 | The Devil in the Flesh                          | Arthur Perlman               |
| 2003 | Once Upon a Time in New Jersey                  | Susan DiLallo                |
| 2003 | Once Upon a Time in New Jersey                  | Stephen A. Weiner            |
| 2003 | The Tutor                                       | Andrew Gerle                 |
| 2003 | The Tutor                                       | Maryrose Wood                |
| 2002 | The Fabulist                                    | David Spencer                |
| 2002 | The Fabulist                                    | Stephen Witkin               |
| 2002 | The Tutor                                       | Andrew Gerle                 |
| 2002 | The Tutor                                       | Maryrose Wood                |
| 2001 | Heading East                                    | Leon Ko                      |
| 2001 | Heading East                                    | Robert Lee                   |
| 2001 | この森で、天使はバスを降りた The Spitfire Grill | Fred Alley                   |
| 2001 | この森で、天使はバスを降りた The Spitfire Grill | James Valcq                  |
| 2000 | Bat Boy                                         | Kaythe Farley                |
| 2000 | Bat Boy                                         | Brian Flemming               |
| 2000 | Bat Boy                                         | Laurence O'Keefe             |
| 2000 | The Bubbly Black Girl Sheds Her Chameleon Skin  | Kirsten Childs               |
| 2000 | Suburb                                          | Robert S. Cohen              |
| 2000 | Suburb                                          | David Javerbaum              |
| 1999 | Bat Boy                                         | Kaythe Farley                |
| 1999 | Bat Boy                                         | Brian Flemming               |
| 1999 | Bat Boy                                         | Laurence O'Keefe             |
| 1999 | Blood on the Dining Room Floor                  | Jonathan Sheffer             |
| 1999 | The Bubbly Black Girl Sheds Her Chameleon Skin  | Kirsten Childs               |
| 1999 | Dream True: My Life with Vernon Dexter          | Ricky Ian Gordon             |
| 1999 | Dream True: My Life with Vernon Dexter          | Tina Landau                  |
| 1999 | The Singing                                     | Lenora Champagne             |
| 1999 | The Singing                                     | Daniel Levy                  |
| 1998 | Little Women                                    | Alison Hubbard               |
| 1998 | Little Women                                    | Allan Knee                   |
| 1998 | Little Women                                    | Kim Oler                     |
| 1998 | Summer                                          | Erik Haagensen               |
| 1998 | Summer                                          | Paul Schwartz                |
| 1997 | The Ballad of Little Jo                         | Mike Reid                    |
| 1997 | The Ballad of Little Jo                         | Sarah Schlesinger            |
| 1997 | Barrio Babies                                   | Fernand Rivas                |
| 1997 | Barrio Babies                                   | Luis Santeiro                |
| 1997 | Violet                                          | Brian Crawley                |
| 1997 | Violet                                          | Jeanine Tesori               |
| 1996 | Bobos                                           | James McBride                |
| 1996 | Bobos                                           | Ed Shockley                  |
| 1996 | The Hidden Sky                                  | Kate Chisholm                |
| 1996 | The Hidden Sky                                  | Peter Foley                  |
| 1996 | The Princess & the Blac                         | Andy Chuckerman              |
| 1996 | The Princess & the Blac                         | Karole Foreman               |
| 1995 | Spendora                                        | Mark Campbell                |
| 1995 | Spendora                                        | Stephen Hoffman              |
| 1995 | Spendora                                        | Peter Webb                   |
| 1994 | Doll (not produced)                             | Scott Frankel                |
| 1994 | Doll (not produced)                             | Michael Korie                |
| 1994 | The Gig                                         | Douglas Cohen                |
| 1994 | レント Rent                                     | ジョナサン・ラーソン         |
| 1994 | The Sweet Revenge of ...                        | Mark Campbell                |
| 1994 | The Sweet Revenge of ...                        | Burton Cohen                 |
| 1994 | The Sweet Revenge of ...                        | Stephen Hoffman              |
| 1993 | Allos Makar                                     | Scott Frankel                |
| 1993 | Allos Makar                                     | Michael Korie                |
| 1993 | Allos Makar                                     | Valeria Vasilevsky           |
| 1993 | Avenue X                                        | John Jiler                   |
| 1993 | Avenue X                                        | Ray Leslee                   |
| 1993 | Christina Alberta's                             | Polly Pen                    |
| 1993 | They Shoot Horses ...                           | Nagle Jackson                |
| 1993 | They Shoot Horses ...                           | Robert Sprayberry            |
| 1992 | Avenue X                                        | John Jiler                   |
| 1992 | Avenue X                                        | Ray Leslee                   |
| 1992 | The Molly Maquires                              | Sid Cherry                   |
| 1992 | The Molly Maquires                              | William Strempek             |
| 1991 | Opal                                            | Robert N. Lindsey            |
| 1991 | The Times                                       | Joe Keenan                   |
| 1991 | The Times                                       | Brad Ross                    |
| 1990 | Down the Stream                                 | Michael Goldenberg           |
| 1990 | Swamp Gas and Shallow Feelings                  | Randy Buck                   |
| 1990 | Swamp Gas and Shallow Feelings                  | Shirlee Strother             |
| 1990 | Swamp Gas and Shallow Feelings                  | Jack E. Williams             |
| 1990 | Whatnot                                         | Howard Crabtree              |
| 1990 | Whatnot                                         | Dick Gallagher               |
| 1990 | Whatnot                                         | Mark Waldrop                 |
| 1989 | Juan Darien                                     | エリオット・ゴールデンサール |
| 1989 | Juan Darien                                     | ジュリー・テイモア           |
| 1988 | Lucky Stiff                                     | Lynn Ahrens                  |
| 1988 | Lucky Stiff                                     | Stephen Flaherty             |
| 1988 | Sheila Levine is Dead ...                       | Michael Devon                |
| 1988 | Sheila Levine is Dead ...                       | Todd Graff                   |
| 1988 | Superbia                                        | ジョナサン・ラーソン         |
| 1987 | Henry and Ellen                                 | Michael John LaChiusa        |
| 1987 | Lucky Stiff                                     | Lynn Ahrens                  |
| 1987 | Lucky Stiff                                     | Stephen Flaherty             |
| 1987 | No Way to Treat A Lady                          | Douglas J. Cohen             |
| 1986 | Break/Agnes/Eulogy                              | Michael John LaChiusa        |
| 1986 | Juba                                            | Wendy Lamb                   |
| 1986 | Juba                                            | Russell Walden               |
| 1984 | Brownstone                                      | Andrew Cadiff                |
| 1984 | Brownstone                                      | Peter Larson                 |
| 1984 | Brownstone                                      | Josh Rubens                  |
| 1984 | Papushko                                        | Andrew Teirstein             |
| 1982 | Portrait of Jennie                              | Enid Futterman               |
| 1982 | Portrait of Jennie                              | Howard Marren                |
| 1982 | Portrait of Jennie                              | Dennis Rosa                  |
| 1981 | Child of the Sun                                | Damien Leake                 |
| 1980 | Nine (not produced)                             | Maro Fratti                  |
| 1980 | Nine (not produced)                             | Maury Yeston                 |

### 演者たちとの関係

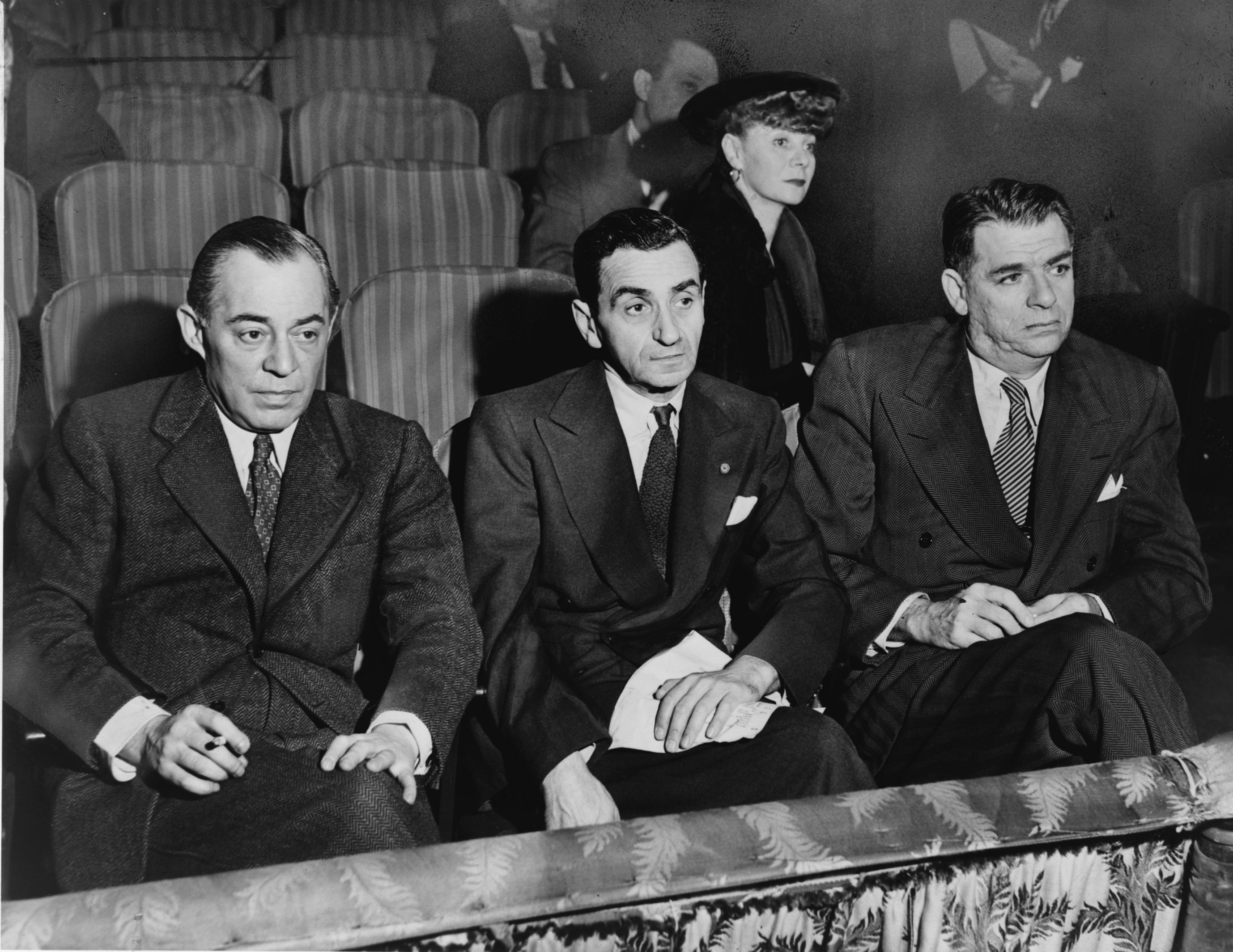
左からロジャース、アーヴィング・バーリン、ハマースタイン2世

ローズマリー・クルーニーは「恋に恋して」スウィング・バージョンで歌った。セッション後、ロジャースはワルツとして歌うべきだと指摘した。1961年、マーセルズが「ブルー・ムーン」をドゥーワップで歌い、怒ったロジャースは新聞広告1ページを使って不買を呼びかけた。にもかかわらず、チャートで1位を獲得した。1961年、ドリス・デイが「I Have Dreamed」を歌い、ロジャースはデイとアレンジャーのジム・ハーバートに宛てて、これまで聴いた中で最も美しい演奏だと記した。
ペギー・リーがロジャースの意図とは著しく異なるアレンジで「Lover」をレコーディングした後、ロジャースは「ペギーがなぜ私に嫌がらせするのかわからない。彼女は「きよしこの夜」ですら台無しにするだろう」と語った。メアリー・マーティンは、ロジャースが『南太平洋』での音域の狭いマーティンのために、より良く見えるように作曲してくれたと語った。さらにロジャース&ハマースタインはマーティンの希望を全て聞き入れ、非常に良く制作が進んだと語った。ロジャースもハマースタインもドリス・デイを映画版『南太平洋』の主演に望んでおり、デイ自身も希望していた。ミーティングの後、デイの夫でマネージャーのマーティン・メルチャーが高額の出演料を譲歩しなかったため、主役はミッツィ・ゲイナーとなった。

### 劇作家の権利の保護
1943年、ロジャースは Dramatists Guild of America の第9代会長となった。

### 私生活
1930年、ロジャースはドロシー・ベル・ファイナー(1909–1992)と結婚した。娘のメアリー(1931–2014)はミュージカル・コメディ『Once Upon a Mattress』を作曲し、児童文学の作家でもあった。ドロシーはメアリー出産後、女児を死産した。また別の娘リンダ(1935–2015)も短期間作曲を行なっていた。ロジャースの孫にあたるメアリーの息子アダム・ゲテル(1964生)もミュージカル作曲家で、2005年、『The Light in the Piazza』でトニー賞作曲賞、編曲賞を受賞した。リンダの息子ピーター・メルニック(1958生)は2005年、フィラデルフィア・シアター・カンパニーの『Adrift In Macao』で作曲し、2007年にオフ・ブロードウェイで上演された。
ロジャースは無神論者であった。うつ病やアルコール依存症に陥りがちであり、一度入院したこともあった。

## 受賞とノミネート
ロジャースはエミー賞、グラミー賞、アカデミー賞、トニー賞全てを受賞した数少ないEGOTの1人である。
| 年   | 賞                       | 部門                                   | 作品                                 | 結果       | 参照          |
| ---- | ------------------------ | -------------------------------------- | ------------------------------------ | ---------- | ------------- |
| 1944 | ピューリッツァー賞特別賞 | 芸術賞                                 | オクラホマ!                          | 受賞       | [ 26 ]        |
| 1945 | アカデミー賞             | 歌曲賞                                 | 「春の如く」 - 『ステート・フェア』  | 受賞       | [ 27 ] [ 28 ] |
| 1950 | ピューリッツァー賞       | 戯曲部門                               | 『南太平洋』                         | 受賞       | [ 29 ] [ 30 ] |
| 1950 | トニー賞                 | ミュージカル作品賞                     | 『南太平洋』                         | 受賞       | [ 31 ] [ 32 ] |
| 1950 | トニー賞                 | 脚本賞                                 | 『南太平洋』                         | 受賞       | [ 31 ] [ 32 ] |
| 1950 | トニー賞                 | ミュージカル・プロデューサー賞         | 『南太平洋』                         | 受賞       | [ 31 ] [ 32 ] |
| 1952 | トニー賞                 | ミュージカル作品賞                     | 『王様と私』                         | 受賞       | [ 31 ] [ 32 ] |
| 1956 | トニー賞                 | ミュージカル作品賞                     | 『パイプ・ドリーム』                 | ノミネート | [ 31 ] [ 32 ] |
| 1959 | トニー賞                 | ミュージカル作品賞                     | 『フラワー・ドラム・ソング』         | ノミネート | [ 31 ] [ 32 ] |
| 1962 | トニー賞                 | ミュージカル作品賞                     | 『ノー・ストリングス』               | ノミネート | [ 31 ] [ 32 ] |
| 1962 | トニー賞                 | ミュージカル作品賞                     | 『ノー・ストリングス』               | 受賞       | [ 31 ] [ 32 ] |
| 1965 | トニー賞                 | ミュージカル作品賞                     | 『ワルツが聞こえる?』                | ノミネート | [ 31 ] [ 32 ] |
| 1996 | トニー賞                 | ミュージカル作品賞                     | 『ステート・フェア』                 | ノミネート | [ 31 ] [ 32 ] |
| 1957 | プライムタイム・エミー賞 | テレビ音楽貢献賞                       | 『シンデレラ』                       | ノミネート | [ 33 ]        |
| 1961 | プライムタイム・エミー賞 | 作曲賞                                 | Winston Churchill: The Valiant Years | 受賞       | [ 33 ]        |
| 1961 | グラミー賞               | オリジナルキャスト・ショー・アルバム賞 | 『サウンド・オブ・ミュージック』     | 受賞       | [ 34 ] [ 35 ] |
| 1963 | グラミー賞               | オリジナルキャスト・ショー・アルバム賞 | 『ノー・ストリングス』               | 受賞       | [ 34 ] [ 35 ] |

## ロジャースが作曲した作品

### ロレンツ・ハートが作詞した作品
- One Minute Please (1917)
- Fly with Me (1920)
- Poor Little Ritz Girl (1920)
- The Melody Man (1924)
- The Garrick Gaieties (1925–26)
- Dearest Enemy (1925)
- The Girl Friend (1926)
- Peggy-Ann (1926)
- Betsy (1926)
- コネチカット・ヤンキー A Connecticut Yankee (1927)
- She's My Baby (1928)
- Present Arms (1928)
- Chee-Chee (1928)
- Spring Is Here (1929)
- Heads Up! (1929)
- Ever Green (1930)
- Simple Simon (1930)
- America's Sweetheart (1931)
- Love Me Tonight (1932)
- Jumbo (1935)
- オン・ユア・トウズ On Your Toes (1936)
- Babes in Arms (1937)
- I'd Rather Be Right (1937)
- I Married an Angel (1938)
- The Boys from Syracuse (1938)
- Too Many Girls (1939)
- Higher and Higher (1940)
- Pal Joey (1940–41)
- By Jupiter (1942)
- Rodgers & Hart (1975 ロジャース&ハートのレヴュー・ミュージカル)

### オスカー・ハマースタイン2世が作詞した作品
- オクラホマ! Oklahoma! (1943)
オクラホマ! Oklahoma! (1955 映画化)
- 回転木馬 Carousel (1945)
回転木馬 Carousel (1956 映画化)
- ステート・フェア State Fair (1945 映画)
ステート・フェア State Fair (1996 舞台化)
- Allegro (1947)
- 南太平洋 South Pacific (1949)
南太平洋 South Pacific (1958 映画化)
南太平洋 South Pacific (2001 映画化)
- 王様と私 The King and I (1951)
王様と私 The King and I (1956)
- Me and Juliet (1953)
- Pipe Dream (1955)
- シンデレラ Cinderella (1957 テレビ・ミュージカル)
シンデレラ Cinderella（2013 舞台化）
- フラワー・ドラム・ソング Flower Drum Song (1958)
フラワー・ドラム・ソング Flower Drum Song（1961 映画化）
- サウンド・オブ・ミュージック The Sound of Music (1959)
サウンド・オブ・ミュージック The Sound of Music (1965 映画化)
- A Grand Night for Singing (1993 ロジャース&ハマースタインのレヴュー・ミュージカル)

### 他の作詞家または単独による作品
- Ghost Town (1939) (バレエ)
- 第二次世界大戦全史 Victory at Sea (1952) (ロバート・ラッセル・ベネット編曲および指揮)
- The Valiant Years (1960)
- ノー・ストリングス No Strings (1962) (自身の作詞作曲)
- Do I Hear a Waltz? (1965) (スティーヴン・ソンドハイム作詞)
- Androcles and the Lion (テレビ) (1967) (自身の作詞作曲)
- Two by Two (1970) (マーティン・チャーニン作詞)
- Rex (1976) (シェルドン・ハーニック作詞)
- I Remember Mama (1979) (マーティン・チャーニン、レイモンド・ジェセル作詞)

### その他の主な音楽作品
- マイ・ファニー・ヴァレンタイン - Babes in Armsより
- ブルー・ムーン

## 影響
- ロジャース作曲のサウンドトラックを使用した映画およびテレビを276作品、ロジャースが作曲家としてクレジットされた映画46本、およびテレビイベントはリスト化されている。
- 1960年、サックス奏者のジョン・コルトレーンは『サウンド・オブ・ミュージック』の「私のお気に入り」の即興の旋法を多用したジャズ・バージョンをレコーディングした。コルトレーンの定番の1つとなった。
- 『回転木馬』の楽曲「ユール・ネヴァー・ウォーク・アローン」は多くのカバー・バージョンが存在し、プロ・サッカー・チームやそのファンに非常に人気が高い。リヴァプールのジェリー&ザ・ペースメイカーズがカバーした後、1963年11月、リヴァプールFCのファンに広がり、以降彼らの賛歌となった[36]。
- ジェリー・ルイスはレイバー・デーにテレソンを主催し、「ユール・ネヴァー・ウォーク・アローン」を歌って締めくくった。
- 『オクラホマ!』の「Oh, What a Beautiful Mornin'」は『サウンド・オブ・ミュージック』の「エーデルワイス」と同様に民謡と間違われることがある。
- 『南太平洋』の「ハッピー・トーク」はダニエル・ジョンストンとジャド・フェアにカバーされた。1980年代、キャプテン・センシブルがバーレスク・オルガンによる軽快なアレンジでのシングルをリリースした。イギリスのラッパーであるディジー・ラスカルはこの曲をコーラスとして使用した。
- ミュージカル界で与えられる賞にロジャースの名が冠されたものが複数ある。
- 1948年の映画『ワーズ&ミュージック』はロジャースと作詞家ロレンツ・ハートの人生を描くミュージカル映画である。
- 1993年、オスカー・ハマースタイン2世とのコンビ結成50年を記念して、ブロードウェイでは『Some Enchanted Evening』というショーが製作された。2人のミュージカルのハイライトシーンを4人の男女で演じるこのショーは、翌1994年に日本でも剣幸、石井一孝等によって博品館劇場で上演された。ショーのタイトルは、代表作『南太平洋』の中の歌のタイトルによる。
- イギリスのロックバンド、ザ・ビートルズのことを当初は「くだらない音楽」と評していたが、『エド・サリヴァン・ショー』に彼らが出演した際には「ファンである」と伝え、評価した[要出典]。
- ベンチャーズの代表曲の一つ「10番街の殺人」は、リチャードの1936年初演のブロードウェイ・ミュージカル「オン・ユア・トウズ」の劇中歌。